# Nisowka (Kaliningrad)
Nisowka (russisch Низовка, deutsch Nadrau, Kreis Fischhausen/Samland) ist ein Ort in der russischen Oblast Kaliningrad. Er gehört zur kommunalen Selbstverwaltungseinheit Stadtkreis Selenogradsk im Rajon Selenogradsk.

## Geographische Lage
Nisowka liegt 19 Kilometer nordwestlich der Stadt Kaliningrad (Königsberg) und zwölf Kilometer südwestlich von Selenogradsk (Cranz) an der Kommunalstraße 27K-179 von Kowrowo (Nautzau) an der Regionalstraße 27A-013 (ex A192)  nach Cholmogorowka (Fuchsberg) an der Regionalstraße 27A-032. Die Kommunalstraße 27K-129 führt von Nisowka über Melnikowo (Rudau) nach Kaschtanowka (Mollehnen) an der Regionalstraße 27A-001 (ex A191), einer  Bahnstation an der Bahnstrecke Kaliningrad–Selenogradsk–Pionerski (Königsberg–Cranz–Neukuhren). Eine weitere Verbindung besteht über die Kommunalstraße 27K-322 über Rodniki (Radnicken) nach Romanowo (Pobethen) an der 27A-013.

## Geschichte
Das einstige bis 1946 Nadrau genannte Gutsdorf wurde am 13. Juni 1874 in den neu errichteten Amtsbezirk Kirschnehnen (heute russisch: Wassilkowo) eingegliedert, der zum Landkreis Fischhausen im Regierungsbezirk Königsberg der preußischen Provinz Ostpreußen gehörte. Im Jahre 1910 lebten in Nadrau 153 Einwohner.
Am 30. September 1928 verlor Nadrau seine Eigenständigkeit, als es sich mit den Nachbarorten (Königlich) Dollkeim (russisch: Kowrowo), Adlig Dollkeim (Kowrowo), Kirschnehnen (Wassilkowo), Saßlauken (nicht mehr existent) und Sergitten (Semjoschkino) zur neuen Landgemeinde Kirschnehnen zusammenschloss.
Infolge des Zweiten Weltkrieges kam das nördliche Ostpreußen und mit ihm Nadrau zur Sowjetunion. Der Ort erhielt im Jahr 1947 die russische Bezeichnung „Nisowka“ und wurde gleichzeitig dem Dorfsowjet Melnikowski selski Sowet im Rajon Primorsk zugeordnet. Später gelangte der Ort in den Wischnjowski selski Sowet. Von 2005 bis 2015 gehörte Nisowka zur Landgemeinde Kowrowskoje selskoje posselenije und seither zum Stadtkreis Selenogradsk.

## Kirche
Nadrau mit seiner fast ausnahmslos evangelischen Bevölkerung war vor 1945 in das Kirchspiel Rudau (heute russisch: Melnikowo) im Kirchenkreis Königsberg-Land II innerhalb der Kirchenprovinz Ostpreußen der Kirche der Altpreußischen Union eingepfarrt. Heute liegt Nisowka im Einzugsbereich der in den 1990er Jahren neu entstandenen evangelisch-lutherischen Gemeinde in Selenogradsk (Cranz), einer Filialgemeinde der Auferstehungskirche in Kaliningrad (Königsberg) in der Propstei Kaliningrad der Evangelisch-lutherischen Kirche Europäisches Russland.